# オクタヴィアン・ポペスク (2002年生のサッカー選手)
オクタヴィアン・ゲオルゲ・ポペスク（Octavian George Popescu 、2002年12月27日 - ）は、ルーマニア・トゥルゴヴィシュテ出身のプロサッカー選手。FCSB所属。ポジションは、ミッドフィールダー（左ウイング）。

## 個人成績

### クラブ
2020年12月5日現在
| クラブ | シーズン | リーグ  | リーグ | リーグ | カップ | カップ | 国際大会 | 国際大会 | 合計 | 合計 |
| クラブ | シーズン | リーグ  | 出場   | 得点   | 出場   | 得点   | 出場     | 得点     | 出場 | 得点 |
| ------ | -------- | ------- | ------ | ------ | ------ | ------ | -------- | -------- | ---- | ---- |
| FCSB   | 2020-21  | リーガI | 8      | 0      | 0      | 0      | 1        | 0        | 9    | 0    |
| 通算   | 通算     | 通算    | 8      | 0      | 0      | 0      | 1        | 0        | 9    | 0    |